# جبهة تحرير مورو الإسلامية

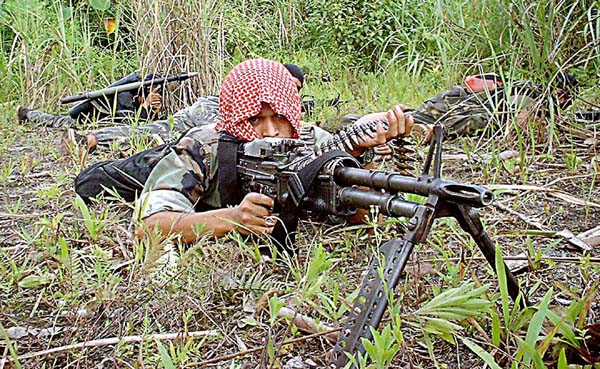
A M.I.L.F. soldier trains with an إم 60.

جبهة تحرير مورو الإسلامية جبهة إسلامية في الفلبين تسعي لتحرير شعب مورو المسلم يتزعمها الحاج مراد إبراهيم الذي اختير لرئاسة الجبهة عقب وفاة زعيمها السابق سلامات هاشم عام 2003م. قامت الحركة متأثرة بمنهج وفكر الإخوان المسلمين على يد الشيخ سلامات هاشم بعد أن إنفصل عن جبهة تحرير مورو عام 1977 وكان سبب الانشقاق -حسب جبهة مورو الإسلامية- أن تيار الجبهة الوطنية بدأ يقترب من حكومة مانيلا ويتخلى عن المطلب الأساسي لشعب مورو وهو الاستقلال واكتفى بفكرة إقامة حكم ذاتي. وقد اعترفت منظمة المؤتمر الإسلامي بجبهة تحرير مورو الإسلامية ممثلا لمسلمي الفلبين.

## اتفاق السلام
وفي 24 يناير / كانون الثاني 2014، وقع كبير المفاوضين في الحكومة الفلبينية ميريام كورونيل فيرر ورئيس المفاوضين في جبهة مورو الإسلامية للتحرير الوطني مهاجر إقبال اتفاق سلام في كوالالمبور. ومن شأن الاتفاق أن يمهد الطريق لإنشاء الكيان الإسلامي المستقل الجديد المسمى «بانغسامورو» بموجب قانون يوافق عليه الكونغرس الفلبيني. وتهدف الحكومة إلى اقامة المنطقة بحلول عام 2016. وتدعو الاتفاقية إلى الحكم الذاتي للمسلمين في اجزاء من جنوبي الفلبين في المقابل قيام جبهة مورو للتحرير الإسلامي بوقف أطلاق النار. وسوف تقوم قوات الجبهة بتسليم اسلحتها النارية إلى طرف ثالث تختاره الجبهة والحكومة الفلبينية. وإنشاء قوة شرطة إقليمية وسيخفض الجيش الفلبيني وجود قواته.

## وصلات خارجية
- الموقع الرسمي علي الويب (عربي)
- لمحة سريعة عن الفلبين وبلاد مورو الإسلامية، لوران .نت
- الموقع الرسمي علي الويب (إنجليزي)
- جبهة تحرير مورو الإسلامية، المعرفة، الجزيرة نت
- فيلم نادر يروى لنا جهاد جبهة مورو الإسلاميه بالفلبين، موقع تراث الإخوان - (فيديو)
- تأسيس دعوة الاخوان وجبهة مورو الإسلامية الفلبين نسخة محفوظة 1 يونيو 2010 على موقع واي باك مشين.، موقع تراث الإخوان - (فيديو)
- أول حوار مع زعيم مورو الإسلامية، إخوان أون لاين، 26 ديسمبر 2005م
- جبهة تحرير مورو الإسلامية تقاطع الانتخابات الرئاسية، إخوان أون لاين، 8 مايو 2004م
- جبهة مورو: «أبو سياف» تدافع عن حقوق المسلمين في الفلبين، الإسلام اليوم، 7 ديسمبر 2008م
- الجيش الفلبيني يقتل تسعة من جبهة مورو الإسلامية، محيط، 4 نوفمبر 2008م
- جبهة مورو الإسلامية.. مسيرة الحرب والسلام، إسلام أون لاين، 11 يوليو 2009
- المورويون في الفلبين، برنامج تحت المجهر، قناة الجزيرة، 2 ديسمبر 2004